# Soccer Tournament
Soccer Tournament (krajše UT Soccer, SCR) je eden izmed dodatkov računalniške igre Unreal Tournament, ki pa ni delo avtorjev igre. Aktualno, originalno verzijo je v letu 2002 izdala skupina ShrimpWorks, katere "ustanovitelj" in vodja je Kenneth Watson, znan pod vzdevkom Shrimp. Kljub temu, da je originalna igra prvoosebna strelska igra (FPS), pa v dodatku Soccer Tournament ni nobenih orožij. Gre za vrsto nogometne igre, kjer vsak upravlja le enega igralca, za upravljanje žoge in strel pa uporablja posebnosti premikanja, ki jih ponuja igra (tek, hoja, skok, salta, ipd.).

## Avtorji
- Kenneth 'Shrimp' Watson (ShrimpWorks) - koncept, programiranje, grafika, stadioni,
- DuckMan (ShrimpWorks) - glasba, zvočni efekti,
- Damian 'Rush' Kaczmarek - popravki.

## Stadioni
Igra poteka na različnih stadionih (v žargonu "mapah"), ki lahko spominjajo na nogometni stadion ali pa so popolnoma domišljijski. Tako se igra lahko odvija v kletki viseči nad vulkanskim žrelom, v ledeni jami, na hokejskem igrišču ali pa celo v plavalnem bazenu. Imena stadionov Soccer Tournament-a imajo predpono 'SCR'.

#### Originalni
Avtor vseh originalnih stadionov je Kenneth 'Shrimp' Watson.
- SCR-Basic,
- SCR-CityStreet,
- SCR-Egyptian,
- SCR-Gothic,
- SCR-Hills,
- SCR-LavaCave,
- SCR-Nali,
- SCR-Skaarj,
- SCR-WaterWorks.

#### Pokalni
Na naslednjih (poleg nekaterih originalnih) stadionih so potekale tekme pokalov:
- SCR-AndSocaction (avtor: CaMe AkA PeLe),
- SCR-Arena (avtor: Bober),
- SCR-ConStaduim_091 (avtor: Has!),
- SCR-FootballCB2 (avtor: Bruno Miguel 'CharGer_GTi' Rodrigues),
- SCR-IceCave (ator: Bober),
- SCR-Nations (avtor: Bober),
- SCR-NEU! (popravek in predelava stadiona SCR-Andsocaction; avtor: Bober),
- SCR-Nations (avtor: Bober),
- SCR-Skedenj (avtor: Bober),
- SCR-StarStadium (avtor: Klin),
- SCR-SubSea (avtor: Gints 'subz`' Apinis).

## Lestvice
| Sistem   | Naziv          | Format | Organizacija | LID  | Povezava                                                                              |
| -------- | -------------- | ------ | ------------ | ---- | ------------------------------------------------------------------------------------- |
| ClanBase | UT Soccer 1on1 | 2vs2   | Kenai (sup)  | 3070 | http://clanbase.ggl.com/rating.php?lid=3070 Arhivirano 2007-10-12 na Wayback Machine. |
| ClanBase | UT Soccer 2on2 | 4vs4   | Kenai (sup)  | 2826 | http://clanbase.ggl.com/rating.php?lid=2826 Arhivirano 2007-10-12 na Wayback Machine. |
| ClanBase | UT Soccer 4on4 | 4vs4   | Kenai (sup)  | 2825 | http://clanbase.ggl.com/rating.php?lid=2825 Arhivirano 2007-10-12 na Wayback Machine. |

## Pokali
| Sistem   | Tip              | Naziv                        | Format | Organizacija                               | Leto |
| -------- | ---------------- | ---------------------------- | ------ | ------------------------------------------ | ---- |
| ClanBase | HostedCup        | 2on2 SoccerCup               | 2vs2   | kurany (nadzornik), Kenai (sonadzornik)    | 2006 |
| ClanBase | HostedCup        | UT World Soccer Championship | 4vs4   | Beurer (nadzornik), z@cob (sonadzornik)    | 2006 |
| ClanBase | HostedCup        | UT Hosted Soccer cup 1on1    | 1on1   | LockPick (nadzornik), Beurer (sonadzornik) | 2007 |
| ClanBase | QuickCup         | UT scr-AndSocaction Masters  | 1on1   | Klin (organizator)                         | 2007 |
| ClanBase | HostedCup        | Soccer 2on2                  | 2vs2   | LockPick (nadzornik), Klin (sonadzornik)   | 2007 |
| ClanBase | HostedNationsCup | UT Soccer 3on3 Cup           | 3vs3   | Klin (nadzornik), Beurer (sonadzornik),    | 2007 |
| Clanbase | OpenCup          | UT Soccer OpenCup Fall 2007  | 2vs2   | Kenai (nadzornik), Klin (sonadzornik)      | 2007 |

#### 2on2 SoccerCup
Prva liga:
|   | Država klana   | Klan                                 |
| - | -------------- | ------------------------------------ |
| 1 | Portugalska    | K1ck                                 |
| 2 | Nemčija        | [-=S.a.n.T.i.T.a.n=-]                |
| 3 | Evropska unija | offensive-Gaming by speicherland.com |
| 4 | Evropska unija | Deaths embrace                       |

Druga liga:
|   | Država              | Klan                                 |
| - | ------------------- | ------------------------------------ |
| 1 | Evropska unija      | Making Unreal Tournament Everlasting |
| 2 | Združeno kraljestvo | Gods of Chaos                        |
| 3 | Nemčija             | Helden der Kreisklasse               |
| 4 | Beneluks            | #LiK ¬ L33t In Kimonos ¬ #LiK        |

#### UT World Soccer Championship
Prva liga:
|   | Država klana   | Klan                                    |
| - | -------------- | --------------------------------------- |
| 1 | Evropska unija | FUN\|+ Dune Clan Extreme Team +\|FUN\|+ |
| 2 | Nemčija        | [-=S.a.n.T.i.T.a.n=-]                   |
| 3 | Evropska unija | Making Unreal Tournament Everlasting    |
| 4 | Nemčija        | Insane Strike Force                     |

#### UT Hosted Soccer cup 1on1
Prva liga:
|   | Država igralca | Vzdevek   |
| - | -------------- | --------- |
| 1 | Portugalska    | Kenai     |
| 2 | Nemčija        | Demoriehl |
| 3 | Slovenija      | LockPick  |
| 4 | Belgija        | Venn      |

Druga liga(tekma za tretje mesto ni bila odigrana):
|   | Država igralca | Vzdevek  |
| - | -------------- | -------- |
| 1 | Nizozemska     | KaKá     |
| 2 | Francija       | FlyOrDie |

Tretja liga:
|   | Država igralca      | Vzdevek         |
| - | ------------------- | --------------- |
| 1 | Portugalska         | mekah!          |
| 2 | Združeno kraljestvo | {lamb}Gavinator |
| 3 | Poljska             | Klin            |
| 4 | Portugalska         | kurany          |

#### UT scr-AndSocaction Masters
Prva liga:
|   | Država igralca      | Vzdevek    |
| - | ------------------- | ---------- |
| 1 | Nizozemska          | TriCkZ^    |
| 2 | Portugalska         | Kenai      |
| 3 | Portugalska         | uP.G0dLik3 |
| 4 | Združeno kraljestvo | -ee\Gonzo- |

#### Soccer 2on2
Prva liga:
|   | Država klana   | Klan                                              |
| - | -------------- | ------------------------------------------------- |
| 1 | Portugalska    | K1ck eSports Club ®                               |
| 2 | Nemčija        | [-=S.a.n.T.i.T.a.n=-]                             |
| 3 | Slovenija      | dej Gol!                                          |
| 4 | Evropska unija | Lansports exotic island - UT squad by #axs-gaming |

Druga liga:
|   | Država klana        | Klan                      |
| - | ------------------- | ------------------------- |
| 1 | Združeno kraljestvo | Gods of Chaos             |
| 2 | Portugalska         | Exillium                  |
| 3 | Evropska unija      | Lamb-Clan                 |
| 4 | Portugalska         | Underworld Preachers 2002 |

Tretja liga:
|   | Država klana        | Klan                  |
| - | ------------------- | --------------------- |
| 1 | Portugalska         | .serial'Numbers.      |
| 2 | Francija            | insta Frenchies       |
| 3 | Nizozemska          | -=)Raise your Fist(=- |
| 4 | Združeno kraljestvo | Partners In Crime     |

#### UT Soccer 3on3 Cup
|   | Država              | Ime reprezentance             |
| - | ------------------- | ----------------------------- |
| 1 | Nizozemska          | Nederlands Elftal             |
| 2 | Avstrija            | Austrian UT Soccer Team       |
| 3 | Združeno kraljestvo | United Kingdom UT Soccer Team |

#### UT Soccer 2on2 OpenCup Fall
Prva liga:
|                     | Država klana   | Klan                                 |
| ------------------- | -------------- | ------------------------------------ |
| 1                   | Evropska unija | dvN #axs-gaming #Project-F.R.A.G     |
| 2                   | Slovenija      | dej Gol!                             |
| poraženec polfinala | Francija       | The DoLphiNs                         |
| poraženec polfinala | Evropska unija | Making Unreal Tournament Everlasting |

Druga liga:
|                     | Država klana   | Klan                      |
| ------------------- | -------------- | ------------------------- |
| 1                   | Avstrija       | SaIcosa                   |
| 2                   | Evropska unija | Lamb-Clan                 |
| poraženec polfinala | Evropska unija | The ^ team                |
| poraženec polfinala | Portugalska    | Underworld Preachers 2002 |